# Ctenophysis chilensis
Genre
Espèce
Ctenophysis chilensis, unique représentant du genre Ctenophysis, est une espèce d'araignées aranéomorphes de la famille des Linyphiidae.

## Distribution
Cette espèce est endémique du Chili. Elle se rencontre dans les régions du Biobío d'Araucanie, de Los Lagos et de Los Ríos.

## Description
Les mâles mesurent de 1,55 à 1,7 mm et les femelles de 1,65 à 1,80 mm.

## Étymologie
Son nom d'espèce, composé de chil[e] et du suffixe latin -ensis, « qui vit dans, qui habite », lui a été donné en référence au lieu de sa découverte, le Chili.

## Publication originale
- Millidge, 1985 : Some linyphiid spiders from South America (Araneae, Linyphiidae). American Museum novitates, no 2836, p. 1-78 (texte intégral).